# Alexandru Ionel
Alexandru Ionel (* 10. August 1994 in der Republik Moldau) ist ein deutscher ehemaliger Profitänzer und Zahnarzt.

## Leben
Im Alter von sieben Jahren begann Ionel mit dem Tanzen und zog mit 14 Jahren nach Deutschland. Er war als Jugendlicher mehrfacher moldauischer und deutscher Meister. Ionel studierte nach dem Abitur Zahnmedizin. Ab 2019 tanzte er mit Patricija Ionel, mit der er seit Januar 2022 verheiratet ist. 2022 wurde ihr Sohn und 2024 ihre Zwillinge – ein Sohn und eine Tochter – geboren. 
Das Paar startete für den Bielefelder TC Metropol. Es war Mitglied des Bundeskaders des Deutschen Tanzsportverbandes. Im Juni 2021 gaben sie ihren Wechsel zu den Professionals im Deutschen Tanzsportverband bekannt. Im Oktober 2023 beendeten sie ihre aktive Karriere als Profitänzer.
Alexandru und Patricija Ionel führen das gemeinsame Modelabel Bellatricia Refined. Sie designen und produzieren Kleidung für Tänzer, Mode und Abendbekleidung.

## Let’s Dance
2021 und 2023 nahm Ionel an der RTL-Show Let’s Dance teil. Mit seinen Tanzpartnerinnen Vanessa Neigert und Alex Mariah Peter schied er jeweils in der ersten Runde aus. Mit Sophia Thiel durchbrach er 2024 diese Serie, 2025 startete er mit Stuntfrau Marie Mouroum.
| Staffel (Jahr) | Partner           | Platzierung |
| -------------- | ----------------- | ----------- |
| 14 (2021)      | Vanessa Neigert   | 14.         |
| 16 (2023)      | Alex Mariah Peter | 14.         |
| 17 (2024)      | Sophia Thiel      | 08.         |
| 18 (2025)      | Marie Mouroum     | 05.         |

## Erfolge (Auswahl)
- 2019: 2. Platz International Open Standard
- 2019–2020: Deutscher Vizemeister Standard[2]
- 2021: 2. Platz Weltmeisterschaft Showdance Professionals Standard[7]
- 2022: 1. Platz Weltmeisterschaft Showdance Professionals Standard[8]
- 2023: 2. Platz Weltmeisterschaft Showdance Professionals Standard[6]